# Evert Horn

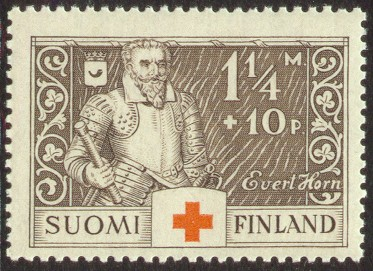
Evert Horn auf einer finnischen Briefmarke (1934)

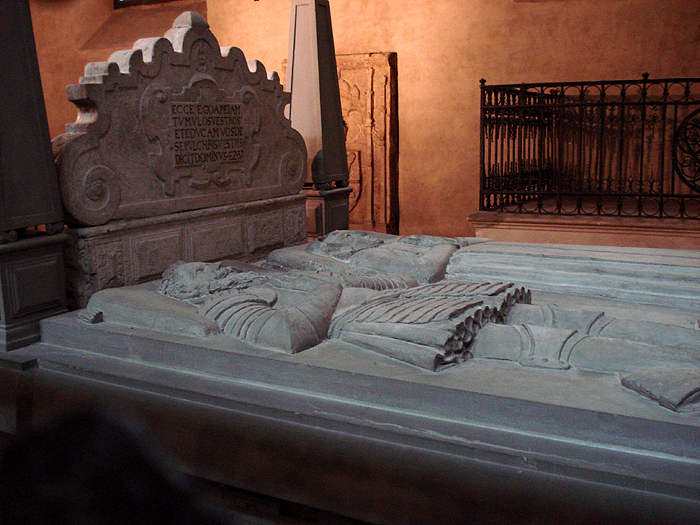
Sarkophag für Evert Horn und Margareta Fincke von Arent Passer im Dom zu Turku

Evert Karlsson Horn af Kanckas (* 11. Juni 1585 im Schloss von Hapsal; † 30. Juli 1615 bei Pleskau) war ein schwedischer Feldmarschall.

## Leben
Evert Horn wurde als Sohn des schwedischen Reichsrats Carl Henriksson Horn af Kanckas (1550–1601) und dessen Frau Agneta, geborene von Dellwig († 1611), geboren. Seine Brüder waren der Feldmarschall Gustaf Karlsson Horn, der Diplomat Henrik Karlsson Horn und der Generalgouverneur von Schwedisch-Pommern Klas Karlsson Horn.
Wie seine Brüder genoss Evert Horn eine ranggemäße Erziehung und galt als gebildet. Bereits früh entschied er sich für eine militärische Laufbahn im schwedischen Livland. Besonders tat er sich 1609 in Russland beim Feldzug von Jakob de la Gardie hervor, als Schweden dem russischen Zaren Wassili IV. Militärhilfe gegen Pseudodimitri II. leistete. Während des späteren Krieges von König Gustav II. Adolf gegen Russland (1610–1617) nahm Horn unter anderem Staraja Russa, Koporje, Jama, Iwangorod und Gdow ein.
In kurzer Zeit stieg Evert Horn vom Oberstleutnant zum Generalleutnant auf. Er wurde 1613 zum Statthalter von Narwa, Iwangorod, Jama und Koporje ernannt. Im selben Jahr heiratete er Margareta Fincke († 1647), die Tochter des hohen Landverwalters (befallningsman) Gödik Fincke und dessen Frau Ingeborg Nilsdotter Boije. Das einzige Kind des Paares war der spätere Feldmarschall und Reichsrat Gustaf Evertsson Horn (1614–1666).
1614 wurde Evert Horn Feldmarschall und stand beim König in hohem Ansehen. Bei einem russischen Ausfall während der schwedischen Belagerung von Pleskau wurde Evert Horn Ende Juli 1615 von einer Kugel getroffen und starb. In Anwesenheit von König Gustav II. Adolf wurde er am 25. Februar 1616 im Dom zu Åbo beigesetzt.